# Winifred Lamb
Winifred Lamb (3 de noviembre de 1894 - 16 de septiembre de 1963) fue una arqueóloga, historiadora del arte y curadora de museo británica especializada en las culturas y artefactos griegos, romanos y de Anatolia . La mayor parte de su carrera la pasó como conservadora honoraria (curadora) de antigüedades griegas en el Museo Fitzwilliam de la Universidad de Cambridge de 1920 a 1958, y el Museo Fitzwilliam afirma que ella fue una "generosa benefactora... que elevó el perfil de las colecciones a través de investigaciones, adquisiciones y publicaciones innovadoras". 
Dirigió excavaciones arqueológicas en Grecia y Turquía ; fue miembro fundador del Instituto Británico de Arqueología en Ankara ; y fue autor de numerosos libros sobre antigüedades griegas y romanas, incluida la publicación de 1929 Bronces griegos y romanos, que era la lectura estándar para los estudios sobre el tema.

## Edad temrpana y educación
Lamb nació el 3 de noviembre de 1894 en Holly Lodge, Campden Hill, Londres. Era hija de Edmund Lamb, que fue miembro del Parlamento de 1906 a 1910, y de Mabel Lamb (de soltera Winkworth), alumna del Newnham College, Cambridge, que participó activamente en la promoción de la educación universitaria de las mujeres y el sufragio femenino .   Lamb fue educada en casa por institutrices y tutores,  y de 1913 a 1917 asistió a Newnham, donde estudió Clásicos con especialización en Arqueología Clásica y obtuvo calificaciones de primera clase (aunque en ese momento las mujeres no podían recibir títulos de Cambridge).  Mientras era estudiante, participó en trabajos de campo arqueológicos en sitios prehistóricos cerca de Cambridge dirigidos por Thomas McKenny Hughes ; También participó activamente en la política, asistiendo a reuniones de la Unión de Control Democrático, un grupo de izquierda opuesto al militarismo . 

## Trabajo de inteligencia durante la Primera Guerra Mundial
Después de completar sus estudios en el verano de 1917, Lamb trabajó en un hospital para soldados.  En enero de 1918 se incorporó a la ' Room 40 ', la sección de criptoanálisis del Departamento de Inteligencia Naval británico, donde probablemente trabajó en el desciframiento de mensajes codificados enviados a los submarinos alemanes, abandonándose tras el final de la guerra, en diciembre de 1918.   Fue aquí donde Lamb conoció a John Beazley, un renombrado arqueólogo que también trabajaba en la inteligencia británica, quien la animó en su investigación.  Durante este tiempo también asistió a ventas de antigüedades, publicando un artículo en el Journal of Hellenic Studies sobre una colección de jarrones que compró en una venta,  además de realizar algunos trabajos de catalogación en el Museo Británico . 
Lamb comenzó a trabajar en el Departamento de Antigüedades Griegas y Romanas del Museo Fitzwilliam de Cambridge en octubre de 1918, por invitación de Sydney Cockrell : sus tareas iniciales incluían escribir etiquetas para los artículos expuestos.  En 1920, fue nombrada Conservadora Honoraria (Curadora) de Antigüedades Griegas y Romanas en el Fitzwilliam; En este puesto, organizó nuevas exhibiciones (incluida la creación de exhibiciones centradas en material prehistórico y de las Cícladas), clasificó y catalogó las colecciones y las mejoró adquiriendo nuevos materiales a través de compras y donaciones, además de donar ella misma numerosos artículos (especialmente bronces). y cerámica).   Las publicaciones clave de su trabajo en Fitzwilliam incluyen un libro sobre estatuas de bronce griegas y romanas  y dos volúmenes del Corpus Vasorum Antiquorum (Corpus de jarrones antiguos).   Durante su estancia en Fitzwilliam, Lamb también trabajó como arqueóloga en Grecia y más tarde en Turquía. Cuando se retiró del cargo de Guardiana Honoraria en agosto de 1958, se había convertido en una de las mayores benefactoras de antigüedades griegas y romanas del museo. 

## Excavaciones en Grecia
Lamb visitó Grecia por primera vez en mayo de 1920 y se unió brevemente a las excavaciones en Micenas dirigidas por Alan Wace .   Fue admitida en la Escuela Británica de Atenas como estudiante durante el año académico –, y pasó el año visitando sitios arqueológicos en Ática, el Peloponeso y Creta, asistiendo a conferencias en la Escuela Británica y otras escuelas arqueológicas, y trabajando en los frescos encontrados en Micenas.  En mayo de 1921 se unió al equipo de excavación de Micenas y fue encargada de la excavación del palacio, así como de la publicación de los frescos.   En la siguiente temporada de excavaciones, mayo-junio de 1922, Lamb fue designado segundo al mando de la excavación, con especial responsabilidad de excavar las tumbas cercanas al asentamiento (incluida la tumba tholos de Egisto ) y fue coautor de muchas de las excavaciones. informes con Wace.  Lamb luego se unió a las excavaciones de la Escuela Británica en Esparta en la primavera de 1924, y posteriormente excavó con Walter Abel Heurtley en el norte de Grecia, en el sitio de Vardaroftsa cerca de Salónica en 1925 y en Sarátse en 1929.  A partir de 1928 comenzó a buscar su propio sitio para dirigir las excavaciones; Su trabajo en el norte de Grecia, centrado en los vínculos entre el sur de los Balcanes, el norte del Egeo y el noroeste de Anatolia, la llevó a explorar la isla de Lesbos en el este del Egeo.  Después de una excavación de prueba en Methymna, donde encontró evidencia de ocupación desde al menos el siglo VII a. C. hasta el período romano, ella y su colega Richard Wyatt Hutchinson identificaron cerámica prehistórica en el sitio de Thermi . Lamb dirigió excavaciones en este sitio de 1929 a 1933, financiadas en gran parte con sus propios fondos, y descubrió una serie de asentamientos prehistóricos . Visitó las excavaciones arqueológicas de Troya en 1930 y 1932, lo que inspiró nuevos trabajos, permitiéndole asociar las ciudades de Thermi IV y V con Troya IIa, y dio una conferencia ampliando estos puntos de vista, como parte de la exposición de 1936 en la Real Academia. de las Artes sobre los descubrimientos arqueológicos británicos en Grecia y Creta, 1886-1936 .  Lamb publicó sus resultados de Thermi en un libro en 1936, por el que obtuvo el título de Doctora en Ciencias de Cambridge en 1940, examinado por V. Gordon Childe y Carl Blegen, y proporcionó una selección de los hallazgos de la excavación al Museo Fitzwilliam. Galería prehistórica.   Posteriormente realizó excavaciones en Antissa (1931-1933; también en Lesbos), donde descubrió asentamientos y entierros prehistóricos, arcaicos, clásicos y helenísticos, y en el santuario arcaico de Apolo Fanaio en Kato Phano en Quíos (1934).    

## Excavaciones en Turquía
El trabajo arqueológico de Lamb en Lesbos se había centrado en los vínculos entre Termi y Troya ; Después de esto, centró su atención en la antigua Anatolia (Turquía moderna), siguiendo los pasos de otras arqueólogas, incluidas Gertrude Bell, Margaret Hardie y Dorothy Lamb (sin parentesco), que habían excavado allí antes de la guerra.  Lamb seleccionó el sitio de Kusura, realizando una excavación de prueba en 1935 con Elinor W. Gardner y excavaciones completas en 1936 y 1937 con James Rivers Barrington Stewart, Eleanor Mary Barrington Stewart, Rachel Maxwell-Hyslop, RH Macartney y Nine Six; Además de excavar el cementerio, los hallazgos incluyeron un lugar de culto y cerámica relacionada con Troya VI.    Lamb presentó sus hallazgos en una conferencia ante la Sociedad de Anticuarios de Londres sobre "Desarrollos recientes en la prehistoria de Anatolia" en 1937, señalando la ubicación de Kusura en una importante ruta de la Edad del Bronce entre Anatolia central y el Egeo .  Una segunda conferencia ante la Sociedad de Anticuarios en 1938 enfatizó de manera similar las relaciones de Kusura con ambas áreas.  Lamb también publicó el material de Anatolia que se conserva en el Museo Fitzwilliam.  Consideró que se necesitaban más excavaciones en Anatolia, pero su trabajo se vio interrumpido por el estallido de la Segunda Guerra Mundial.Lamb fue miembro fundador del Instituto Británico de Arqueología en Ankara, cuya creación fue iniciada en 1946 por John Garstang, y sirvió como secretaria honoraria desde su apertura formal en 1948 hasta 1957, cuando renunció a este cargo y asumió el cargo. de vicepresidente.   Su trabajo para la BIAA incluyó un programa para la BBC sobre el Instituto y la arqueología turca, transmitido poco después de la creación de la BIAA en 1948; una revisión del desarrollo de la arqueología de Anatolia, especialmente los trabajos publicados en turco y alemán;  y un proyecto sobre las culturas del noreste de Anatolia en el tercer milenio a. C., realizado en Erzerum y Trabzon en 1952 y publicado en 1954.  

## Trabajo de la BBC durante la Segunda Guerra Mundial
A finales de 1941, Lamb se unió a la Unidad de Inteligencia Europea de la BBC como supervisora de lengua griega, y probablemente fue responsable de un informe de inteligencia del 17 de noviembre de 1941 relacionado con las transmisiones de la BBC a Grecia y la resistencia griega a la ocupación alemana.  En enero de 1942 se trasladó a la sección turca del Departamento de Oriente Próximo, donde continuó trabajando hasta 1946: sus responsabilidades incluían preparar informes de inteligencia bimensuales sobre los servicios de radio y periódicos turcos e informar a los periodistas turcos radicados en Londres; También trabajó en informes relacionados con Irán y los países de habla árabe.  En octubre de 1944, Lamb resultó gravemente herida cuando un cohete V2 impactó en su alojamiento en el norte de Londres y requirió un largo período de recuperación, regresando a trabajar a finales de abril de 1945. Tras el final de la guerra, dimitió de la BBC en febrero de 1946. 

## Años posteriores
Lamb se retiró de su puesto en el Museo Fitzwilliam en 1958, habiéndose convertido en una de las mayores benefactoras de antigüedades griegas y romanas del museo.  Continuó trabajando en el Instituto Británico de Arqueología en Ankara, pero a partir de 1959 su salud se deterioró, impidiéndole a menudo asistir a las reuniones del instituto.  Murió de un derrame cerebral el 16 de septiembre de 1963 en el Cottage Hospital de Easebourne. 

## Publicaciones Seleccionadas

### Libros
- Bronces griegos y romanos (Argonauta, 1929)
- Corpus Vasorum Antiquorum: Gran Bretaña. Cambridge – Museo Fitzwilliam I y II (Prensa de la Universidad de Oxford, 1930 y 1936)
- Excavaciones en Thermi en Lesbos (Cambridge University Press, 1936)

### Artículos
- 'Some Vases from the Hope Collection', Journal of Hellenic Studies 38 (1918), pp. 27–36
- 'Excavations at Mycenae III: The Frescoes from the Ramp House', Annual of the British School at Athens 24 (1921), pp. 189–99
- 'Excavations at Mycenae § VIII.—The Palace, Annual of the British School at Athens 25 (1923), pp. 147–282 (with A. Wace & L. Holland)
- 'Stamped Pithos Fragments in the Collection of the British School', Annual of the British School at Athens 26 (1925), pp. 72–77
- 'Arcadian Bronze Statuettes', Annual of the British School at Athens 27 (1926), pp. 133–48
- 'Excavations at Sparta, 1906–1910: 6. Notes on some Bronzes from the Orthia Site' ,Annual of the British School at Athens 28 (1927), pp. 96–106
- 'Excavations at Sparta, 1927: 5. Bronzes from the Acropolis, 1924–1927', Annual of the British School at Athens 28 (1927), pp. 82–95
- 'Excavations at Thermi on Lesbos', Annual of the British School at Athens 30 (1930), pp. 1–52 (with R.W. Hutchinson)
- 'Excavations at Thermi', Annual of the British School at Athens 31 (1931), pp. 148–65 (with J.K. Brock)
- 'Antissa', Annual of the British School at Athens 31 (1931), pp. 166–178
- 'Antissa', Annual of the British School at Athens 32 (1932), pp. 41–67
- 'Grey Wares from Lesbos', Journal of Hellenic Studies 52 (1932), pp. 1–12
- 'Schliemann's Prehistoric Sites in the Troad', Prähistorische Zeitschrift 23 (1932), pp. 111–31
- 'The Site of Troy', Antiquity 6:21 (1932), pp. 71–81
- 'Excavations at Kato Phana in Chios', Annual of the British School at Athens 35 (1935), pp. 138–64
- 'Excavations at Kusura near Afyon Karahisar', Archaeologia 86 (1937), pp. 1–64
- 'Excavations at Kusura near Afyon Karahisar II', Archaeologia 87 (1938), pp. 217–273
- 'Report on the Lesbos Charcoals', Annual of the British School at Athens 39 (1939), pp. 88–89 (with H. Bancroft)
- 'Sigillata from Lesbos', Journal of Hellenic Studies 60 (1940), pp. 96–98 (with F.N. Pryce)
- 'New Developments in Early Anatolian Archaeology', IRAQ 11:2 (1949), pp. 188–293
- 'Face-Urns and Kindred Types in Anatolia', Annual of the British School at Athens 46 (1951), pp. 75–80
- 'The Culture of North-East Anatolia and its Neighbours', Anatolian Studies 4 (1954), pp. 21–32
- 'Some Early Anatolian Shrines', Anatolian Studies 6 (1956), pp. 87–94